# Devilles parkiet
De Devilles parkiet (Pyrrhura devillei) is een vogel uit de familie Psittacidae (papegaaien van Afrika en de Nieuwe Wereld).
De naam van de vogel is afgeleid van die van de Franse arts en dierenpreparateur Émile Deville (1824-1853).

## Verspreiding en leefgebied
Deze soort komt voor in noordelijk Paraguay en zuidwestelijk Brazilië.

## Status
De grootte van de populatie is niet gekwantificeerd maar de soort wordt omschreven als plaatselijk algemeen in Brazilië maar zeldzaam in Paraguay. Op de Rode lijst van de IUCN heeft deze soort de status niet bedreigd.